# Bottentjärnen, Dalarna
Bottentjärnen är en sjö i Falu kommun i Dalarna och ingår i Dalälvens huvudavrinningsområde.